# 施皮格爾峰

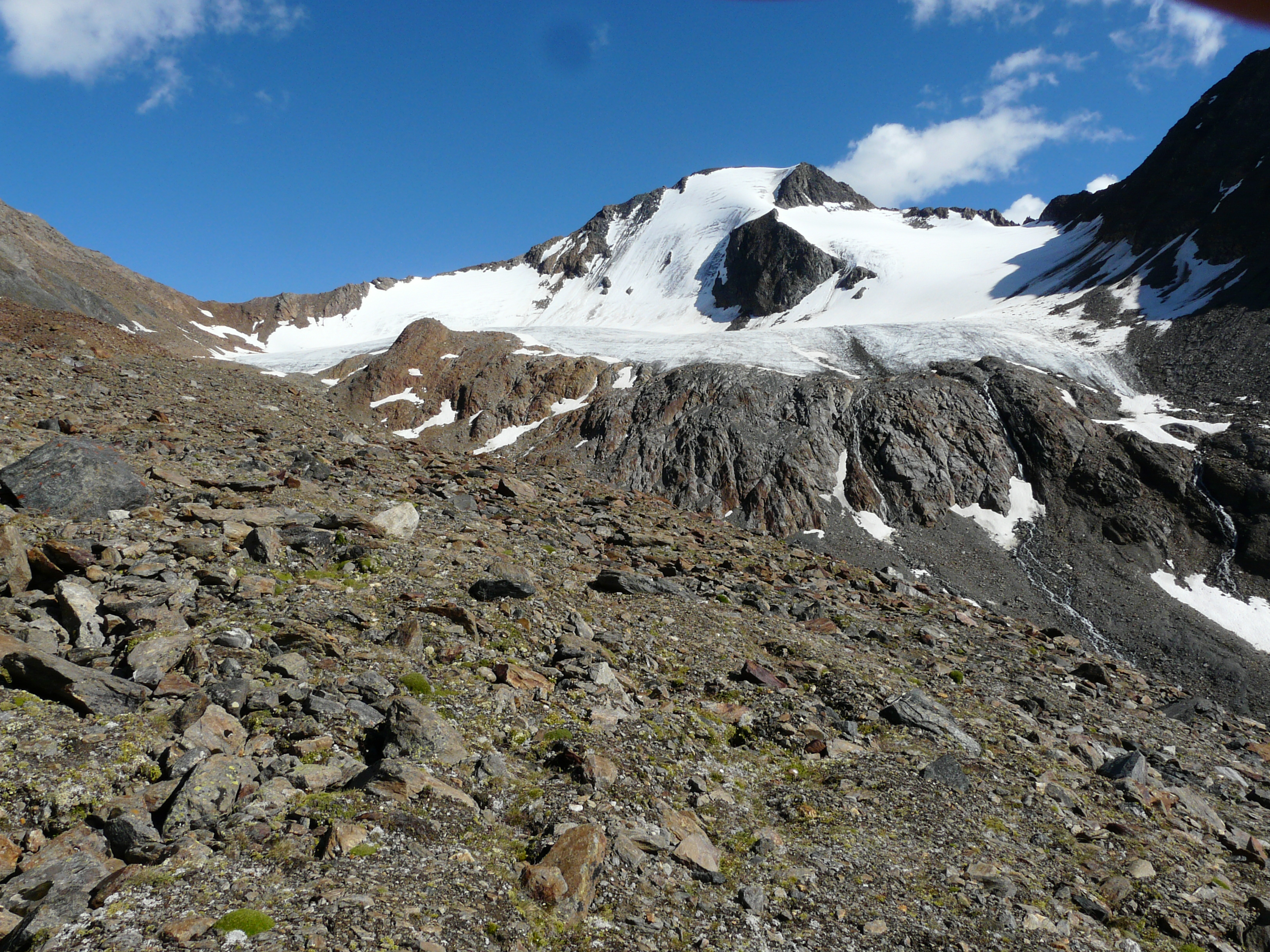

46°49′48″N 10°57′29″E / 46.83000°N 10.95806°E
施皮格爾峰（德語：Spiegelkogel）是奧地利的山峰，位於該國西部，由蒂羅爾州負責管轄，屬於厄茨塔尔山的一部分，距離菲米桑施奈德山1.1公里，海拔高度3,424米，人類在1870年首次登頂。